# 瀨戶的新娘
《瀨戶的新娘》，是日本女歌手小柳留美子的第4張單曲。1972年4月10日發行。作詞：山上路夫，作曲：平尾昌晃。這首歌是將嫁到瀨戶內海裡某座小島的新娘的心情和及對新生活的決心唱出來。

## 概要
這是小柳留美子繼《我的城下町》後又一首的流行歌曲。一年銷售69萬張。這首歌的舞台被認為是在香川縣小豆郡土庄町沖之島。《瀨戶的花嫁》是1972年紅白歌合戰的出場曲，同時也是日本歌謠大賞的獲獎歌曲。

## 收錄曲目
1. 瀨戶的新娘（瀬戸の花嫁）
  - 作詞：山上路夫；作曲：平尾昌晃；編曲：森岡賢一郎
2. 川流依舊（それでも川は流れる）
  - 作詞：；作曲：平尾昌晃；編曲：森岡賢一郎

## 相關話題
- 這首歌被多個鐵路車站用作列車的接近旋律使用：

- JR西日本：岡山站（瀨戶大橋線月台）、金光站、大元站、宇野站。
- JR四國：予讚線內的主要車站，包括高松站、坂出站、宇多津站、丸龜站、多度津站、觀音寺站、伊予西條站、今治站、松山站。

- AKB48 Team B成員岩佐美咲的首張個人單曲《無人車站》中亦有收錄本曲。
- 這首歌也是日本足球聯盟成員之一的釜玉讚岐（Kamatamare Sanuki）的球迷打氣歌之一。
- 在台灣原曲被填詞成華語歌〈愛的禮物〉，由鳳飛飛等歌手翻唱。